# Schwarzenburg (Lockweiler)
Die Schwarzenburg, auch Burg Schwarzenberg genannt, ist eine abgegangene Höhenburg auf dem Berg Haan südlich des Ortsteils Lockweiler (Zur alten Burg) der Stadt Wadern im Landkreis Merzig-Wadern im Saarland. 
Die Burg ist der Stammsitz der Edelherren "von Schwarzenberg". 1192 wird mit Gerlach von Schwarzenberg das Geschlecht erstmals urkundlich erwähnt. Das ist der erste Hinweis auf die Burg. Sie spielte eine Rolle in den jahrhundertelangen Kämpfen zwischen dem Herzogtum Lothringen und den Kurfürsten von Trier. Ursprünglich ist die Burg ein Lehen der Grafen von Zweibrücken. Die verkaufen 1261 die Oberherrschaft an Friedrich III. von Lothringen.
Der Burgstall (Burgstelle) zeigt noch geringe Mauerreste und mehrere Abschnittsgräben. Auf der Höhe der ehemaligen Kernburg steht heute die „Haankapelle“, die 1837 von der Familie Lasalle von Louisenthal errichtet wurde.
Im Weiher westlich unterhalb des Burgstalls finden sich bei Niedrigwasser noch etliche behauene Steine der ehemaligen Anlage.